# Al-Bilalijja
Al-Bilalijja (arab. البلالية) – miejscowość w Syrii, w muhafazie Damaszek. W 2004 roku liczyła 2914 mieszkańców.